# Sven Roosen
Sven Roosen (* 27. Juli 2001 in Eindhoven) ist ein niederländischer Leichtathlet, der sich auf den Zehnkampf spezialisiert hat und aktuell Inhaber des Landesrekordes ist.

## Sportliche Laufbahn
Erste internationale Erfahrungen sammelte Sven Roosen beim Europäischen Olympischen Jugendfestival (EYOF) 2017 in Győr, bei dem er in 53,71 s die Goldmedaille im 400-Meter-Hürdenlauf gewann. Im Jahr darauf belegte er bei den U18-Europameisterschaften ebendort mit 7584 Punkten den vierten Platz im Zehnkampf und 2019 gelangte er bei den U20-Europameisterschaften in Borås mit 7528 Punkten auf Rang sieben. 2021 gewann er bei den U23-Europameisterschaften in Tallinn mit 8056 Punkten die Silbermedaille hinter dem Deutschen Andreas Bechmann. 2022 wurde er beim Hypomeeting in Götzis mit 7784 Punkten Zwölfter und anschließend gelangte er bei den Europameisterschaften in München mit 8021 Punkten auf den zehnten Platz. Im Jahr darauf erreichte er beim Hypomeeting mit 8157 Punkten Rang elf und gewann anschließend bei den U23-Europameisterschaften in Espoo mit 8128 Punkten die Bronzemedaille hinter den Norwegern Markus Rooth und Sander Skotheim. 2024 wurde er beim Hypomeeting mit 8507 Punkten Zweiter und qualifizierte sich zudem für die Olympischen Sommerspiele in Paris, bei denen er mit neuem Landesrekord von 8607 Punkten den vierten Platz belegte.
2022 wurde Roosen niederländischer Meister im Zehnkampf.

## Persönliche Bestleistungen
- Zehnkampf: 8607 Punkte, 3. August 2024 in Paris (niederländischer Rekord)
  - Siebenkampf (Halle): 5706 Punkte, 14. Februar 2021 in Apeldoorn